# Мансур, Адли
Адли́ Мансу́р (араб. عدلي منصور‎; род. 23 декабря 1945, Каир) — временно исполняющий обязанности президента Египта с 3 июля 2013 по 8 июня 2014 года.

## Биография
Адли Мансур родился в 1945 году.
Он окончил юридический факультет Каирского университета в 1967 году, также учился в престижной Национальной школе администрации во Франции (1977 год).
Долгое Мансур время работал судьей в религиозных, гражданских и уголовных судах. В 1992 году Адли Мансур стал членом Конституционного суда Египта, был заместителем его главы. Участвовал в подготовке к президентским выборам 2012 года , в результате которых к власти пришел Мухаммед Мурси. С 1 июля 2013 года указом Мурси был назначен председателем Конституционного суда Египта.
3 июля 2013 года после свержения Мурси в результате военного переворота министр обороны Абдул Фаттах Ас-Сиси заявил, что Мансур будет временно исполнять обязанности главы государства. Он должен был руководить страной, пока в Египте не пройдут досрочные выборы.

## На посту президента Египта
4 июля 2013 года принёс присягу в качестве временного президента Египта. Было объявлено, что в задачи Мансура будет входить выполнение составленной военными «дорожной карты» по выводу Египта из политического кризиса, в том числе составление новой конституции с учётом мнения оппозиции и формирование временного правительства.
5 июля 2013 года распустил парламент Египта и сменил главу  разведывательного управления Египта Мохаммеда Раафата Шехату, назначив его советником по национальной безопасности. Вместо Раафата Шехаты разведку возглавил Мохаммед Ахмед Фарид.
9 июля 2013 года Адли Мансур назначил новых премьер-министра и вице-президента.

## Семья
Женат, есть трое детей — сын и две дочери.